# فرودگاه کیسورو
فرودگاه کیسورو (به انگلیسی: Kisoro Airport) یک فرودگاه همگانی است . این فرودگاه در شهر کیسورو، اوگاندا کشور اوگاندا قرار دارد و در ارتفاع ۱۸۹۰ متری از سطح دریا واقع شده است.